# Saint-Pierre-sur-Dives (tổng)
Tổng Saint-Pierre-sur-Dives là một tổng thuộc tỉnh Calvados trong vùng Normandie.
Tổng này được tổ chức xung quanh Saint-Pierre-sur-Dives ở quận Lisieux. Độ cao khu vực này dao động từ 17 m (Ouville-la-Bien-Tournée) đến 237 m (L'Oudon) với độ cao trung bình 79 m.

## Hành chính
| Giai đoạn     | Ủy viên       | Đảng | Tư cách |
| ------------- | ------------- | ---- | ------- |
| ? - 2001      | - Rivière     | RPR  |         |
| 2001 - actuel | Michel Bénard | DVD  |         |

## Các đơn vị trực thuộc
Tổng Saint-Pierre-sur-Dives gồm 13 xã với dân số 7 785 người (điều tra dân số năm 1999, dân số không tính trùng)
| Xã                          | Dân số | Mã bưu chính | Mã insee |
| --------------------------- | ------ | ------------ | -------- |
| Boissey                     | 206    | 14170        | 14081    |
| Bretteville-sur-Dives       | 278    | 14170        | 14099    |
| Hiéville                    | 253    | 14170        | 14331    |
| Mittois                     | 156    | 14170        | 14433    |
| Montviette                  | 187    | 14140        | 14450    |
| Ouville-la-Bien-Tournée     | 241    | 14170        | 14489    |
| Saint-Georges-en-Auge       | 79     | 14140        | 14580    |
| Sainte-Marguerite-de-Viette | 367    | 14140        | 14616    |
| Saint-Pierre-sur-Dives      | 3 977  | 14170        | 14654    |
| Thiéville                   | 284    | 14170        | 14688    |
| L'Oudon                     | 1 329  | 14170        | 14697    |
| Vaudeloges                  | 153    | 14170        | 14729    |
| Vieux-Pont-en-Auge          | 275    | 14140        | 14750    |

## Biến động dân số
| 1962                                                     | 1968  | 1975  | 1982  | 1990  | 1999  |
| -------------------------------------------------------- | ----- | ----- | ----- | ----- | ----- |
| 7 749                                                    | 7 970 | 8 167 | 8 267 | 7 791 | 7 785 |
| Nombre retenu à partir de 1962 : dân số không tính trùng |       |       |       |       |       |